# Hegias (filosofo)
Hegias (in greco antico: Ἡγίας?, Hegìas, in latino Hegias; V secolo – Atene, 520 circa) è stato un filosofo greco antico.

## Biografia e pensiero
Potrebbe essere stato il nipote o il pronipote di Plutarco di Atene, fondatore dell'Accademia neoplatonica di Atene; fu allievo di Proclo presso la scuola ateniese quando il maestro era ormai anziano, all'incirca nel 480. Proclo gli mostrò un grande favore e lo considerò degno di ascoltare le sue lezioni sugli oracoli caldei.
Dopo la morte di Proclo nel 485, divenne scolarca Marino ed Hegias, come figura di spicco della scuola, sembra essersi opposto a lui e al suo allievo Isidoro su molte questioni dottrinali.
Dopo la morte di Marino, Isidoro ne divenne erede, ma non mantenne la carica per molto tempo prima di ritirarsi ad Alessandria. Hegias potrebbe essere diventato il nuovo capo della scuola ma, in ogni caso, la scuola continuò a essere divisa e Damascio, che era uno studente della scuola in questo periodo, presenta Hegias in una luce molto sfavorevole nella sua Vita di Isidoro.
Hegias avrebbe fortemente enfatizzato l'aspetto del rituale religioso - si potrebbe pensare, dall'accenno di Damascio, a una restaurazione dei culti pagani -, tanto che le sue attività religiose crearono nemici nella comunità; dopo questo, non abbiamo più notizie di Hegias e si presume che sia morto intorno al 520, quando il successivo scolarca dell'Accademia fu proprio Damascio.